# Asterodiscides truncatus
Asterodiscides truncatus is een zeester uit de familie Asterodiscididae.
De wetenschappelijke naam van de soort werd in 1911 gepubliceerd door Coleman.